# Baratiwka (hromada Sofijiwka)
Baratiwka (ukr. Баратівка) – wieś na Ukrainie, w obwodzie mikołajowskim, w rejonie basztańskim, w hromadzie Sofijiwka. W 2001 liczyła 753 mieszkańców, spośród których 731 wskazało jako ojczysty język ukraiński, 19 rosyjski, 2 mołdawski, a 1 białoruski.